# San Dionisio Ocotlán
San Dionisio Ocotlán är en kommun i Mexiko.   Den ligger i delstaten Oaxaca, i den sydöstra delen av landet, 400 km sydost om huvudstaden Mexico City.
Följande samhällen finns i San Dionisio Ocotlán:
- Guelavichigana la Labor